# Hilde Obermair-Schoch
Hilde Obermair-Schoch (* 25. Juni 1897 in Neu-Ulm als Hilde Schoch; † 27. Oktober 1970 in Hohenschwangau) war eine deutsche Volkswirtin.

## Leben
Nach ihrem Abitur studierte Schoch Volkswirtschaft an der Universität München und wurde promoviert. Von 1920 bis 1924 war sie Geschäftsführerin mehrerer Frauenverbände, danach war sie Mitbegründerin des Paritätischen Wohlfahrtsverbandes sowie als Lehrerin im Fach Sozialkunde tätig. Beim Münchner Verein für Fraueninteressen war sie von 1919 bis 1923 Geschäftsführerin, von 1925 bis 1929 zweite Vorsitzende und danach bis zur Niederlegung 1935 erste Vorsitzende, von 1954 bis 1970 saß sie im Vorstand. Nach dem Zweiten Weltkrieg betrieb sie praktische Fürsorgearbeit, vor allem für Heimatvertriebene und Flüchtlinge im Landkreis Füssen, sie war am Wiederaufbau von Frauenorganisationen beteiligt und wurde 1953 in den Vorstand und zur Referentin für Sozialarbeit beim Bayerischen Landesverband des Deutschen Paritätischen Wohlfahrtsverbandes gewählt. Sie gehörte außerdem dem Beirat für Vertriebenen- und Flüchtlingsfragen im Bayerischen Staatsministerium für Arbeit und Soziale Fragen, dem Bayerischen Berufsförderungswerk, dem Jugendwohlfahrtsausschuss der Stadt München, der Arbeitsgemeinschaft für öffentliche und freie Fürsorge München und Oberbayern und von 1958 bis 1963 dem Bayerischen Senat an.
Schoch war von 1929 an mit dem Banksyndikus Max Obermair verheiratet.